# Eupen
Eupen (pronuncia: /ˈɔi̯pən/, in vallone Neyåw, in francese antico Néau /neˈo/) è il capoluogo (18.313 ab.) della comunità germanofona del Belgio, nel Belgio orientale (Provincia di Liegi) sulla Vesdre. Capoluogo di un distretto (di Eupen-Malmedy, chiamato anche Cantone Orientale) trasferito, con il trattato di Versailles, dalla Germania al Belgio. Il territorio fu di nuovo annesso alla Germania tra il 1940 e il 1945.
La città è situata a 16 km da Aquisgrana (in Germania) e a 45 km da Liegi (Belgio francofono) e Maastricht (Paesi Bassi). Gli abitanti sono per il 90% di lingua tedesca.
Dalla conversione del Belgio a stato federale, Eupen è sede del Governo della Comunità germanofona (DG) e perciò centro dei circa 72 000 abitanti germanofoni, maggioranza all'interno della comunità, ma minoranza a livello nazionale.

## Geografia fisica
La città si trova al margine del parco naturale delle Alte Fagne-Eifel (fr. Hautes Fagnes-Eifel, ted. Hohes Venn-Eifel), che si estende per 2400 km² tra la Germania e il Belgio; Eupen è circondata da boschi a est e a sud e da immensi prati nella parte occidentale.

## Storia
- 1213 Prima menzione della località di Eupen e della cappella di San Nicolò riferite al Ducato di Limburgo
- 1288 Con la battaglia di Worringen, sotto Giovanni I di Brabante cade il Ducato di Limburgo
- 1387 Brabante e Limburgo passano ai Burgundi. Eupen viene devastata da un incendio durante la guerra contro i Gelder.
- 1477 Eupen passa con il Brabante e Limburgo agli Asburgo
- 1544 Il kaiser Carlo V conferisce il diritto di tenere due mercati annuali liberi
- 1554 Eupen è conosciuta per il suo commercio di tessuti e chiodi
- 1555 Eupen passa con il Brabante e Limburgo agli Asburgo spagnoli
- 1565 Prima menzione del movimento protestante ad Eupen
- 1582 Eupen viene ridotta in cenere per il 50% nella notte per mano dei soldati di ventura olandesi
- 1627 Eupen conta 700 case e più di 2000 credenti adulti
- 1635 Un'epidemia di peste decima la popolazione di Eupen
- 1648 Eupen diventa libera signoria con un proprio tribunale
- 1674 Con il conferimento del sigillo, Eupen riceve anche il diritto di chiamarsi città
- 1680 Il periodo di massima fioritura per Eupen inizia con l'edificazione di un'industria manifatturiera di veli
- 1688 Eupen riceve il diritto di tenere cinque mercati annuali
- 1695 Eupen viene elevata a parrocchia
- 1713 Dopo la Pace di Utrecht, Eupen passa con il Brabante storico e Limburgo agli Asburgo austriaci
- 1783 Istituzione del Kaufmannkollegium, una sorta di camera di commercio
- 1787 Istituzione di un tribunale di prima istanza ad Eupen
- 1794 Eupen passa sotto il dominio francese ed appartiene al dipartimento dell'Ourte, prefettura di Liegi, sottoprefettura di Malmedy
- 1815 Successivamente al Congresso di Vienna, Eupen viene a far parte della provincia del Reno, nel Regno di Prussia
- 1827 Pubblicazione del primo giornale ad Eupen
- 1864 La Città di Eupen riceve lo stemma cittadino
- 1872 Istituzione della Parrocchia di San Giuseppe come seconda parrocchia di Eupen
- 1920 Con il trattato di Versailles, Eupen viene ceduta al Belgio. Fino al 1925 il generale Herman Baltia regge il governatorato di Eupen-Malmedy. In questo periodo viene eretta la diocesi di Eupen e Malmedy, poi annessa alla diocesi di Liegi
- 1940 (18 maggio) annessione dei territori di Eupen, Malmedy e Sankt Vith alla Germania nazista
- 1945 Liberazione del Belgio
- 1975 Gemellaggio con Temse, nelle Fiandre
- 1977 Il comune di Kettenis viene fuso al comune di Eupen
- 1983 Il re Baldovino I conferisce un nuovo stemma alla città
- 1983 Con la riforma federalista del Belgio, Eupen diviene sede del primo governo della Comunità Germanofona

## Monumenti e luoghi d'interesse
- Il centro della città con le case patrizie del XVIII secolo di Laurenz Mefferdatis e Johann Josef Couven
- La chiesa di San Nicolò dell'architetto Laurenz Mefferdatis con l'altare maggiore di Johann Josef Couven
- La storica piazza Werth
- La storica piazza del Mercato (Marktplatz)
- La storica via Gosper (Gosperstraße)
- Uno stabilimento del grande mastro edile barocco Johann Conrad Schlaun
- La diga sul fiume Weser, la più importante riserva idrica del Belgio
- Il museo della cioccolata
- Il parco naturale delle Alte Fagne, con varie possibilità di escursioni in estate e sci di fondo in inverno
- La diga sul fiume Gileppe nelle vicinanze
- La stazione di Eupen

## Economia
- Produzione di cavi
- Stabilimenti per la lavorazione della plastica
- Produzione di cioccolata
- Importante via di comunicazioni

## Sport
È sede del K.A.S. Eupen, società calcistica militante nella massima serie belga.